# 4. ŽNL Koprivničko-križevačka
4. ŽNL Koprivničko-križevačka predstavlja nogometnu ligu četvrtog stupnja na području Koprivničko-križevačke županije, te ligu 9. stupnja nogometnog prvenstva Hrvatske. 
 Liga je nakon što je reformom natjecanja ukinuta 2009. godine, nanovo pokrenuta 2017. godine. 
 
Prvak ostvaruje plasman u 3. ŽNL Koprivničko-križevačku. 

## Sudionici

### Sezona 2019./20.
- Bilogora Gornja Velika
- Bušpan Kozarevac
- Dragovoljac Bočkovec
- Drava Selnica Podravska
- Jadran-Galeb Koledinec
- Mladost Veliki Raven
- Polet Glogovnica

### Bivši sudionici
| - Bilogorac Šemovci - Borac Gregurovec - Čvrstec (Sveti Petar Čvrstec) - Fugaplast Gola - GOŠK Gotalovo - Graničar Novo Virje - Hrvatski Bojovnik Mokrice Miholečke - Jedinstvo Pustakovec - Mičetinac - Mladost Carevdar | - Mladost Kutnjak - Mladost Mali Otok - Mladost Podravske Sesvete - Močile Koprivnica - Podravina Suha Katalena - Polet Čepelovec - Prekodravac Ždala - Prigorje Sveti Petar Orahovec - Radnički Križevci - Rasinja | - Reka - Repaš - Rudar Glogovac - Starigrad - Šparta Kalinovac - Tehničar 1974 Cvetkovec - Udarnik Zablatje - Vinogradar Čepelovac - Zagorec Koprivnica |

## Dosadašnji prvaci
| sezona                | rang        | skupina     | klubova     | pobjednik                     | napomene                                                                         |
| --------------------- | ----------- | ----------- | ----------- | ----------------------------- | -------------------------------------------------------------------------------- |
| 2022./23.             | IX.         |             | 8           | Jedinstvo Pustakovec          |                                                                                  |
| 2021./22.             | VIII.       |             | 7 (8)       | Udarnik Zablatje              |                                                                                  |
| 2020./21.             | nije igrano | nije igrano | nije igrano | nije igrano                   | nije igrano                                                                      |
| 2019./20.             | VIII.       |             | 7           | Jadran-Galeb Koledinec        | prvenstvo prekinuto nakon 11. kola zbog pandemije COVID-19 u svijetu i Hrvatskoj |
| 2018./19.             | VIII.       |             | 10          | Rasinja                       |                                                                                  |
| 2017./18.             | VIII.       |             | 11          | Čvrstec (Sveti Petar Čvrstec) |                                                                                  |
| 2009./10. – 2016./17. | nije igrano | nije igrano | nije igrano | nije igrano                   | nije igrano                                                                      |
| 2008./09.             | VIII.       |             | 14          | Zagorec Koprivnica            |                                                                                  |
| 2007./08.             | VIII.       |             | 12          | Mladost Podravske Sesvete     |                                                                                  |
| 2006./07.             | VIII.       |             | 14          | Graničar Novo Virje           |                                                                                  |
| 2005./06.             | VII.        |             | 14          | Mladost Mali Otok             |                                                                                  |
| 2004./05.             | VII.        |             | 15          | Mladost Veliki Raven          |                                                                                  |
| 2003./04.             | VII.        |             | 13          | Močile Koprivnica             |                                                                                  |
| 2002./03.             | VII.        |             | 14          | Reka                          |                                                                                  |
| 2001./02.             | VII.        |             | 13          | Dragovoljac Bočkovec          |                                                                                  |
| 2000./01.             | VII.        |             | 13          | Rudar Glogovac                |                                                                                  |
| 1999./2000.           | VII.        |             | 13          | Rasinja                       |                                                                                  |
| 1998./99.             | VII.        |             | 13          | Starigrad                     |                                                                                  |

Kategorija:4. ŽNL Koprivničko-križevačka 

Kategorija:Sezone sedmog ranga HNL-a 

Kategorija:Sezone osmog ranga HNL-a

## Unutarnje poveznice
- 1. ŽNL Koprivničko-križevačka
- 2. ŽNL Koprivničko-križevačka
- 3. ŽNL Koprivničko-križevačka
- Kup Nogometnog saveza Koprivničko-križevačke županije
- Četvrta županijska nogometna liga

## Vanjske poveznice
- Nogometni savez Koprivničko-križevačke županije
- ns-kckz.hr, 4. ŽNL Koprivničko-križevačka  Arhivirana inačica izvorne stranice od 16. srpnja 2022. (Wayback Machine)
- semafor.hns.family